# Gordon Jago
Gordon Harold Jago (ur. 22 października 1932 w Londynie, zm. 4 lipca 2025 w Dallas) – angielski piłkarz grający na pozycji środkowego obrońcy, trener.

## Kariera piłkarska
Gordon Jago urodził się w dzielnicy Londynu, Poplarze. Karierę piłkarską rozpoczął w amatorskim Dulwich Hamlet, z którego w sezonie 1954/1955 przeszedł do występującego w lidze EFL Charltonu Athletic, z którym w sezonie 1956/1957 zajmując ostatnie, 22. miejsce w rozgrywkach ligowych spadł do Second Division. Po sezonie 1961/1962 zakończył karierę piłkarską. Łącznie rozegrał 147 meczów ligowych w których zdobył 1 gola.

## Kariera reprezentacyjna
Gordon Jago w 1949 roku w reprezentacji Anglii U-20 rozegrał 6 meczów.

## Kariera trenerska

### Wczesna kariera
Gordon Jago za po zakończeniu kariery piłkarskiej rozpoczął karierę trenerską. Najpierw został trenerem amatorskiego Eastbourne United, potem dołączył do sztabu szkoleniowego Fulhamu Londyn.
Następnie wyjechał do Stanów Zjednoczonych, gdzie w latach 1967–1969 był trenerem występującego w lidze NPSL Baltimore Bays, a w 1969 roku prowadził w dwóch przegranych meczach reprezentację Stanów Zjednoczonych.

### Kariera w Anglii
7 maja 1970 roku ogłoszono, że wraz z początkiem 1971 roku Gordon Jago zostanie trenerem Queens Park Rangers. Po przejęciu funkcji trenera klubu podpisał kontrakty z takimi zawodnikami jak m.in.: Stan Bowles, Don Givens, Dave Thomas i Frank McLintock, z którymi w sezonie 1972/1973 awansował do ligi EFL, natomiast klub w sezonie 1975/1976 składający się z tych samych zawodników (Jago nie trenował już wtedy klubu) był bliski zdobycia mistrzostwa Anglii, jednak w tabeli ligowej przegrał jednym punktem z FC Liverpoolem. Jago odszedł z klubu w październiku 1974 roku.
Następnie w latach 1974–1977 trenował FC Millwall, z którym w sezonie 1975/1976 awansował do Second Division.

### Kariera w Stanach Zjednoczonych
Jago w 1978 roku wrócił do Stanów Zjednoczonych, gdzie w latach 1978–1982 trenował występującego w lidze NASL Tampa Bay Rowdies, z którym odnosił pasmo sukcesów w trawiastych i halowych rozgrywkach: dwukrotnie finał Soccer Bowl (1978, 1979), dwukrotne mistrzostwo Konferencji Amerykańskiej (1978, 1979), trzykrotne mistrzostwo Eastern Division (1978–1980), a także halowe mistrzostwo NASL w sezonie 1980 po wygranej rywalizacji w finale z Memphis Rogues (4:5, 10:4, 1:0), dwukrotne halowe wicemistrzostwo NASL (1979, 1982) oraz mistrzostwo Konferencji Atlantyckiej halowego NASL w sezonie 1982. Odszedł z klubu po rozczarowującym sezonie 1982, w którym drużyna Awanturników zajęła 3. miejsce w Southern Division (112 punktów: 12 zwycięstw, 20 porażek, bramki: 47:77).
Następnie Jago wrócił do Anglii, gdzie w 1984 roku przez krótki czas był dyrektorem generalnym Queens Park Rangers, po czym wrócił do Stanów Zjednoczonych, gdzie w latach 1984–1989 oraz 1991–1997 trenował halową drużynę Dallas Sidekicks, a w międzyczasie w latach 1989–1991 był prezesem klubu. Zdobył z tym klubem mistrzostwo (1987) oraz wicemistrzostwo MISL (1992) oraz mistrzostwo Eastern Division MISL w sezonie 1987 oraz dwukrotnie został wybrany Trenerem Roku MISL (1987, 1992). Po rozwiązaniu ligi MISL w 1992 roku, drużyna Pomocników występowała w lidze CISL, w którym dwukrotnie dotarła do finału Lawrence Trophy (1993 – triumf po wygranej rywalizacji 2:1 z San Diego Sockers, 1994 – porażka 2:1 w rywalizacji z Las Vegas Dustdevils) oraz zdobyła mistrzostwo Eastern Division w sezonie 1994, ponadto w sezonie 1993 został wybrany Trenerem Roku CISL.
W 1996 roku otrzymał 10% udziału w klubie. W 1998 roku ustąpił ze stanowiska trenera klubu.

## Sukcesy

### Trenerskie
Queens Park Rangers
- Awans do EFL: 1973

FC Millwall
- Awans do Second Division: 1976

Tampa Bay Rowdies
- Finał Soccer Bowl: 1978, 1979
- Mistrzostwo Konferencji Amerykańskiej: 1978, 1979
- Mistrzostwo Eastern Division: 1978, 1979, 1980
- Halowe mistrzostwo NASL: 1980
- Halowe wicemistrzostwo NASL: 1979, 1982
- Mistrzostwo Konferencji Atlantyckiej halowego NASL: 1982

Dallas Sidekicks
- Mistrzostwo MISL: 1987
- Wicemistrzostwo MISL: 1992
- Mistrzostwo Eastern Division MISL: 1987
- Lawrence Trophy: 1993
- Finał Lawrence Trophy: 1994
- Mistrzostwo Eastern Division: 1994

### Indywidualne
- Trener Roku MISL: 1987, 1992
- Trener Roku CISL: 1993
- Lifelong Achievement Award: 2010
- Nagroda Dr. Pepper Dallas Cup za całokształt twórczości: 2016
- Członek Alei Gwiazd FC Dallas: 2005
- Galeria Sławy Halowej Piłki Nożnej: 2013
- Członek Galerii Sławy Dallas Sidehicks

### Odznaczenia
- Kawaler Orderu Imperium Brytyjskiego: 2006

## Po zakończeniu kariery
Gordon Jago w 1998 roku został prezydentem nowo utworzonej ligi WISL, aż do jej fuzji z ligą MISL.
Następnie objął funkcję dyrektora wykonawczego turnieju Dr Pepper Dallas Cup, którym był do 2013 roku, po czym w dalszym ciągu był ambasadorem i konsultantem specjalnym turnieju. Podczas kadencji Jago turniej stał się jednym z najpopularniejszym młodzieżowych turniejów piłkarskich na świecie, a w marcu 2016 roku.
W 2005 roku został wprowadzony do Alei Gwiazd FC Dallas (jest również członkiem Galerii Sławy Dallas Sidehicks). W 2006 roku w uznaniu jego osiągnięć w rozwoju sportu został mianowany przez królową Elżbietę II Kawalerem Orderu Imperium Brytyjskiego.
W grudniu 2010 roku podczas ESPN Wide World of Sports Disney Showcase w Walt Disney World Resort w Orlando otrzymał nagrodę Lifelong Achievement Award.
5 marca 2013 roku wraz z Kai Haaskivim, Prekim, Brianem Quinnem, Mikek Stankovicem i Zoltánem Tóthem został wprowadzony do Galerii Sławy Halowej Piłki Nożnej.
W latach 2013–2016 był komentatorem domowych meczów Dallas Sidekicks w lidze MASL dla stacji Norm Hitzes.

## Życie prywatne
Gordon Jago miał żonę, byłą londyńską policjantkę June Isabellę (ur. 13 grudnia 1934 w Londynie, 8 grudnia 2014 w Plano), którą wziął ślub w marcu 1960 roku i był z nią aż do jej śmierci 8 grudnia 2014 roku w Medical Center of Plano w Plano w stanie Teksas. Para miała córkę Kim.
W marcu 2017 roku wydawnictwo Saint Johann Press opublikowało jego autobiografię pt. „A Soccer Pioneer: The Autobiography of Gordon Jago”.